# Allotinus manychus
Allotinus manychus är en fjärilsart som beskrevs av Hans Fruhstorfer 1913. Allotinus manychus ingår i släktet Allotinus och familjen juvelvingar. Inga underarter finns listade i Catalogue of Life.